# Мултиметар
Мултиметар (авометар, унимер, универзални мјерни инструмент, мултим(ј)ер) је направа за вршење електричних мјерења, која се обично састоји од волтметра, омметра и амперметра у једном кућишту. Корисник може да одабере величину која ће се мјерити преко прекидача са више положаја. Уз то омогућено је и прецизније мјерење помјерањем прекидача на одговарајући мјерни распон.

## Врсте
Двије основне групе су аналогни и дигитални мултиметри. Раније су аналогни били једина врста, а данас се све мање производе и користе.
Аналогни мултиметар има скалу на којој се величина очитава помоћу казаљке. Дигитални мултиметар има LCD показивач на којем се бројкама исписује величина, а понекад постоји и бар граф.

## Прикључци
На већини мултиметара постоје 4 посебна прикључка за мјерне каблове, често означени рецимо као COM, VOhm, mA, 10A. Као референтна тачка где се сматра да је потенцијал 0, V=0 је прикључак COM, VOhm прикључци за мерење мањих струја (типа до 100mA), мерење отпорности и напона, 10A за струје до 10A. Обратити пажњу да велике струје углавном могу да теку мултиметром 10-15 секунди (зависно од модела)